# Francisco Stromp
Francisco Stromp, de son nom complet Francisco dos Reis Stromp, est un footballeur et entraîneur portugais né le 21 mai 1892 à Lisbonne et mort le 1er juillet 1930 dans la même ville. Fondateur du Sporting Portugal, il a évolué successivement en tant que joueur de ce club et entraîneur.

## Biographie

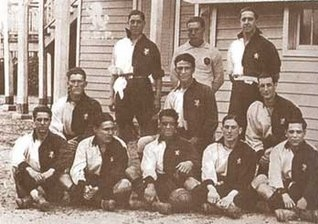
L'équipe du Sporting CP, vainqueur du Championnat du Portugal en 1922-1923

Avec notamment José Alvalade, il fait partie des dix membres fondateurs du Campo Grande Futebol Clube en 1906, qui devient le Sporting Clube de Portugal le 1er juillet 1910,.
En 1908, il dispute ses premiers matchs en tant que joueur du Campo Grande à l'âge de 16 ans. Il devient essentiel dans le jeu du Sporting et devient l'un des premiers grands capitaines du Sporting.
Il est également un athlète : champion national du lancer du disque et du 3 fois 100 m, il est également joueur de tennis, de cricket et de rugby.
Avec Stromp, le Sporting remporte son tout premier titre en gagnant le Championnat de Lisbonne 1914-1915 contre son rival le Benfica Lisbonne.
A cette époque, la figure de capitaine se confondait souvent avec celle du leader et se rapprochait ainsi de celle de l'entraîneur. Stromp est ainsi considéré comme l'un des premiers entraîneurs du Sporting.
Sacré également champion régional en 1921-1922, il est aussi durant la même saison finaliste du Championnat du Portugal, qui est la première compétition nationale de l'époque et qui se rapproche beaucoup de l'actuelle Coupe du Portugal.
Il remporte l'année suivante à nouveau le Championnat de Lisbonne et est sacré remporte le tout premier titre national du club cette fois-ci.
Si en 1924, il arrête de jouer, il reste tout de même membre de la direction du Sporting,.
Souffrant de syphilis durant ses dernières années, il se suicide le 1er juillet 1930 à l'âge de 38 ans, le jour des 20 ans du Sporting CP.

## Palmarès
Sporting
- Championnat du Portugal (1) :
  - Champion : 1923.
- Championnat de Lisbonne (4) :
  - Champion : 1915, 1919, 1922 et 1923.